# René Tollenaer
René Tollenaer was een Belgisch politicus.

## Levensloop
Hij werd aangesteld tot oorlogsburgemeester van Boom in juni 1944 na de aanhouding door de Duitse bezetter van burgemeester Frans Holsters tijdens de Tweede Wereldoorlog. Bij de bevrijding van Boom door luitenant-kolonel David Silvertop, vluchtte hij. Hij werd opgevolgd door waarnemend burgemeester Hubert Mampaey.